# Tiếng Mandinka
Tiếng Mandinka (Mandi'nka kango) hoặc tiếng Mandingo, là ngôn ngữ Mandé được sử dụng bởi người Mandinka ở Guinea, Gambia, Bắc Guinea-Bissau và ở vùng Casamance của Sénégal. Đây là một trong những ngôn ngữ chính của Gambia và là một trong những ngôn ngữ bản địa ở Guinea.
Tiếng Mandinka thuộc nhánh Manding của nhóm ngôn ngữ Mandé và do đó tương tự như tiếng Bambara và tiếng Maninka/Malinké nhưng chỉ với 5 thay vì 7 nguyên âm. Trong phần lớn các khu vực, nó là một ngôn ngữ có hai thanh điệu: thấp và cao, mặc dù phương ngữ được nói ở biên giới Gambia và Sénégal dựa trên trọng âm do sự gần gũi với các ngôn ngữ phi thanh điệu láng giềng như tiếng Wolof.

## Chữ viết
Bảng chữ cái dựa trên chữ Latinh và chữ Ả Rập được sử dụng rộng rãi cho tiếng Mandinka; cái trước là chính thức, nhưng cái sau được sử dụng rộng rãi hơn và cũ hơn. Bên cạnh đó, hệ chữ viết pan-Manding, chữ N'Ko, phát minh vào năm 1949, thường được sử dụng ở đông bắc Guinea và cộng đồng chung biên giới tại Bờ Biển Ngà và Mali. Ngoài ra, bảng chữ cái Garay, ban đầu được phát triển cho tiếng Wolof, đã có một số sử dụng hạn chế.
Trong chữ Latinh, c đại diện cho /t͡ʃ/, ŋ /ŋ/, và ñ /ɲ/; các chữ cái v, x, z và q không được sử dụng. Nguyên âm giống như trong tiếng Tây Ban Nha hoặc tiếng Ý và được nhân đôi để chỉ độ dài hoặc phân biệt các từ có nghĩa đồng âm.
Chữ viết Ả Rập không sử dụng thêm chữ cái (ngoại trừ một dấu nguyên âm phụ cho e nhưng hiếm khi), nhưng một số chữ cái được phát âm khác với tiếng Ả Rập.
Các phụ âm Latinh và Ả Rập tương ứng như sau: 
| Ả Rập  | ا           | ع              | ب    | ت | ط | ض | ج    | ه | ح | خ | د | ر | س | ش    | ص | ث | ظ | ڢ | ل | م | ن     | و | ي | ك    | لا |
| Latinh | ('), aa, ee | (', với madda) | b, p | t | t | t | c, j | h | h |   | d | r | S | (sh) | S | S | S | f | l | m | n, ñ, | w | y | k, g | la |

Chữ in nghiêng thường không được sử dụng trong các từ Mandinka bản địa. ه (h) cũng có thể được sử dụng để chỉ ra một âm tắc thanh hầu cuối cùng, không được ghi chú trong chữ Latinh. Chữ ŋ của chữ viết Latinh thường được biểu thị bằng các dấu nguyên âm trong chữ viết Ả Rập; xem bên dưới.
Nguyên âm tương ứng như sau (dấu phụ được đặt trên hoặc dưới phụ âm trong tiếng Ả Rập): 
| chữ Ả Rập               | ـَ              | ـِ                    | ـُ           | ـْ                             | ـִ                | ـً                    | ـٍ                          | ـٌ                | ـَا | ـِي | ـُو     |
| chữ Latinh              | a, e           | i, e, ee             | o, u        | (không có nguyên âm theo sau) | e                | aŋ, eŋ               | iŋ, eeŋ, eŋ                | oŋ, uŋ           | aa | ii | oo, uu |
| Tên Mandinka của Ả Rập: | sira tilidiŋo; | sira tilidiŋo duuma; | ŋoo biriŋo; | sira murumuruliŋo;            | tambi baa duuma; | sira tilindiŋo fula; | sira tilindiŋo duuma fula; | ŋoo biriŋo fula. |    |    |        |

Ngoài ra, một kí tự Ả Rập nhỏ 2 (۲) có thể được sử dụng để biểu thị điệp từ và hamza có thể được sử dụng như trong tiếng Ả Rập để chỉ các âm tắc thanh hầu chính xác hơn.